# Philip Richardson (Bischof)
Philip Richardson (* 1958 in Devonport) ist ein neuseeländischer, anglikanischer Erzbischof der Anglican Church in Aotearoa, New Zealand and Polynesia.

## Leben
Richardson studierte anglikanische Theologie am Rangitoto College, am Tamil Nadu Theological Seminar in Südindien und am St John’s College in Auckland. 1982 wurde er zum anglikanischen Priester geweiht. Seit 2008 ist er Bischof des Bistums von Waikato und Taranaki. Seit 2013 ist er als Nachfolger von David Moxon Erzbischof der Anglican Church in Aotearoa, New Zealand and Polynesia.